# كرونكي للرياضة والترفيه
كرونكي للرياضة والترفيه هي شركة قابضة أمريكية للرياضة والترفيه مقرها في دنفر. تُعرف في الأصل باسم شركات كرونكي الرياضية، وقد بدأها رجل الأعمال ستان كرونكي عام 1999، لتصبح الشركة الأم لممتلكاته الرياضية. تسيطر الشركة على أكثر من خمسة امتيازات رياضية احترافية، ونادي كرة قدم واحد يضم فريق نادي أرسنال، وأربعة ملاعب، وفريقين محترفين في الرياضات الإلكترونية، وأربع قنوات تلفزيونية، وقناة على الإنترنت، و19 مجلة تعمل تحت شارة رياضيين في الهواء الطلق، وأربع محطات إذاعية ومنتزه ترفيهي في وسط مدينة دنفر، ومواقع ويب.

## تاريخ

#### الفرق الرياضية
- عام 1995، اشترت الشركة حصة في فريق سانت لويس رامز التابع لدوري كرة القدم الأمريكية الوطني، وأصبح ستان كرونكي نائب رئيس الفريق.
- عام 2000، أصبحت الشركة المالك لفريق دنفر ناجتس التابع للرابطة الوطنية لكرة السلة وفريق كولورادو أفالانش التابع لدوري الهوكي الوطني.
- عام 2002، دخلت كرونكي للرياضة في شراكة مع بات بولين، مالك فريق دنفر برونكوس، وجون إلوي، لاعب الوسط السابق لفريق برونكو.
- عام 2003 واصلت الشركة الاستحواذ على الفرق الرياضية عندما اشترت فريق كولورادو ماموث التابع لدوري لاكروس الوطني، وفريق كولورادو رابيدز التابع لدوري كرة القدم الرئيسي من فيل أنشوتز.[1]
- عام 2002 حتى عام 2006، نالت الشركة جائزة دنفر الكبرى.[2]
- عام 2010، أصبحت الشركة المالك الكامل لفريق رامس بموافقة إجماعية من اتحاد كرة القدم الأميركي، وللحصول على موافقة مالكي فرق كرة القدم الأميركية، وافقت شركة كيه إس إي، التي يملكها ستان كرونكي، على التنازل عن السيطرة على فريقي دنفر ناجتس وكولورادو أفالانش إلى جوش كرونكي بحلول نهاية عام 2010، وعلى تنازل ستان كرونكي عن حصص الأغلبية الشخصية في كلا الفريقين.[3]
- في 7 أكتوبر 2015، وافقت رابطة كرة القدم الأميركية على نقل حصة ملكيته في أفالانش وناغتس إلى زوجته آن والتون كرونكي.[4]
- في أبريل 2007، باعت شركة مشاريع غرناطة، حصتها البالغة 9.9% في شركة ارسنال القابضة [5][6][7][8]
- في 19 سبتمبر 2008، تم الإعلان رسميًا عن انضمام ستان كرونكي إلى مجلس إدارة آرسنال.[9][10]
- في 10 أبريل 2011، تم استكمال الاستحواذ على نادي آرسنال.[11][12] أُعلن أن شركته زادت حصتها في آرسنال إلى 62.89% من خلال شراء حصص داني فيزمان وليدي نينا بريسويل سميث، ووافقت على تقديم عرض لبقية النادي بسعر 11750 جنيهًا إسترلينيًا للسهم، مما أدى إلى تقييم النادي بـ 731 مليون جنيه إسترليني.[13][14]
- في أغسطس 2018، أكمل شراء شركة ارسنال القابضة بعد شراء الأسهم المتبقية التي يمتلكها علي شيرعثمانوف. قد أدى هذا إلى وصول حصة شركة كرونكي إلى أكثر من 90% مما استلزم إلغاء إدراج النادي من البورصات وبدء الشراء الإلزامي لجميع الأسهم المتبقية في النادي. عند اكتمال عملية الشراء الإجباري.
- امتلكت شركة كرونكي للرياضة والترفية فرق الدوري الإنجليزي الممتاز ودوري السوبر للسيدات التابع للاتحاد الإنجليزي لكرة القدم والعقارات المرتبطة بها، بما في ذلك ملعب الإمارات.[15]

#### الرياضات الإلكترونية
في أواخر عام 2017، طورت الشركة امتياز فريق الرياضات الإلكترونية في دوري أوفرواتش الذي تأسس حديثًا، والذي أطلق عليه اسم مصارعو لوس أنجلوس، والذي بدأ موسمه الافتتاحي في وقت لاحق من ذلك العام في 6 ديسمبر. في أغسطس 2019، أعلنت أكتيفجن بليزارد أن كرونكي للرياضة والترفيه قد اشترت امتياز في لعبة نداء الواجب الدوري القادمة، مثل امتياز نداء الدوري الخاص بالشركة، يقع الامتياز في لوس أنجلوس ويعرف باسم حرب العصابات في لوس أنجلوس.
في نوفمبر 2021، أعادت الشركة تسمية قسم الرياضات الإلكترونية الخاص بها باسم الحرس، حيث قامت بإشراك قائمة من اللاعبين في لعبة إطلاق النار من منظور الشخص الأول . في 22 فبراير 2023، قامت "الحرس" بتسريح جميع الموظفين في فرق المحتوى والتواصل الاجتماعي والمواهب والإبداع. في 29 أغسطس 2023، انفصل فريق الحرس عن فريق شجاع، مما مثل خروجهم من مشهد الرياضات الإلكترونية التنافسية. في سبتمبر 2024، تم بيع فريق حرب العصابات في لوس أنجلوس إلى منظمة الرياضات الإلكترونية الفرنسية ، مع الإعلان عن البيع في 4 ديسمبر قبل بدء موسم 2025.

#### العقارات
تملك شركة كرونكي ملعب بول أرينا في وسط مدينة دنفر، كما تشارك في ملكية ملعب حديقة ديك للسلع الرياضية في كوميرك سيتي (كولورادو). تم بناء كلا المكانين من قبل شركته التطويرية. في عام 2002، اشترى كرونكي مسرح باراماونت التاريخي في دنفر. كما أسس كرونكي أيضًا شركة تذاكر تقدم خدمات مبيعات داخلية. تم الاستحواذ على عمليات مركز البنك الأول في برومفيلد، كولورادو، من قبل شركة بييك للترفيه في يونيو 2009، لمدة 28 عامًا، وكجزء من عملية نقل فريق رامز إلى لوس أنجلوس، قاد كرونكي عملية بناء ملعب جديد لكرة القدم الأمريكية بقيمة مليار دولار في إنجلوود، كاليفورنيا، والذي يسمى ملعب سوفي . يعد الملعب أحد مكونات هوليوود بارك، وهو مشروع تطوير تجاري وسكني متعدد الاستخدامات في موقع مضمار سباق هوليوود بارك السابق.
في 5 يناير 2015، أُعلن أن كرونكي، مالك فريق سانت لويس رامز آنذاك، قد أبرم شراكة مع مجموعة ستوكبريدج كابيتال (أصحاب شركة هوليوود بارك لاند)، لبناء ملعب ومجمع اتحاد كرة القدم الأميركي على تطوير هوليوود بارك الحالي وعلى قطعة أرض مملوكة لكرونكي. بالشراكة مع مالكي فريق لوس أنجلوس تشارجرز، وتم افتتاحه في عام 2020 ليكون موطنًا لفريق رامز وشارجرز، وكجزء من ملكيته لنادي أرسنال، يملك كرونكي السيطرة على ملعب الفريق، ملعب الإمارات، في هالواي، لندن، إنجلترا.